# Barnsley Football Club
Il Barnsley Football Club, meglio noto come Barnsley è una società calcistica inglese con sede nella città di Barnsley, nel South Yorkshire.
Milita attualmente nella League One, terza serie del campionato inglese.

## Storia
Fondato nel 1887 come Barnsley St. Peters, il club partecipò per la prima volta ad una competizione nazionale nel 1894, quando venne eliminato dal Liverpool al primo turno di FA Cup. Ammesso nella Football League nel 1898, riuscì a consolidarsi nella Second Division inglese arrivando al top della propria storia nel 1912, vincendo la FA Cup contro il West Bromwich pur militando in una serie inferiore rispetto alla First Division (dopo aver raggiunto per la prima volta la finale nel 1910, sconfitto dal Newcastle Utd). Alla ripresa dei campionati dopo il periodo bellico, il Barnsley si trovò nuovamente iscritto alla seconda divisione nazionale; nella stagione 1921-22 fu solo una differenza reti sfavorevole nei confronti dello Stoke City a negare alla squadra la prima storica promozione in massima categoria.
Dopo più di un decennio trascorso in seconda divisione, nel 1932 la squadra venne retrocessa per la prima volta in Third Division North, riconquistando la promozione due stagioni dopo. Riprese le competizioni calcistiche dal termine della Seconda guerra mondiale, la compagine biancorossa visse alcuni anni difficili, prima di subire nel 1952-53 una seconda retrocessione. Riconquistata la seconda categoria nel 1954-55, non riuscì tuttavia a consolidarvi la propria permanenza, scendendo nuovamente in Third Division nel 1959.
Si aprì così un periodo difficile per il club, che per più di vent'anni peregrinò fra la terza e la quarta divisione (dove scese per la prima volta nel 1965. La risalita in Second Division sarà completata solo con la promozione del 1981, che inaugurò un periodo di relativa stabilità per la compagine bianco-rossa.
Nel 1997 il raggiungimento del secondo posto in campionato condusse il Barnsley alla prima storica promozione in Premier League. Guidata da Danny Wilson, la squadra non riuscì tuttavia a salvarsi, venendo subito retrocessa dopo il 19º posto in campionato. Da segnalare in questa stagione rimasero le vittorie contro il Crystal Palace, la prima ottenuta nella massima serie, ed una storica vittoria per 1-0 in casa del Liverpool.
Dopo aver sfiorato una nuova promozione nella stagione 1999-2000, con la finale dei play-off persa contro l'Ipswich Town, il club si stabilizzò nella parte destra della classifica della seconda divisione nazionale, venendo occasionalmente retrocesso ma riuscendo in breve tempo a recuperare la categoria. Nell'edizione 2007-08 della FA Cup, il Barnsley è riuscito nell'impresa di eliminare agli ottavi di finale il Liverpool, detentore del titolo (vittoria per 2-1 ad Anfield Road), e il Chelsea ai quarti (vittoria per 1-0). Il 6 aprile 2008 è stato poi sconfitto dal Cardiff City in semifinale, ottenendo così il miglior risultato nella competizione dal 1912, anno dell'unica vittoria.
Nel 2016 il Barnsley si aggiudicò per la prima volta lo English Football League Trophy, superando in finale l'Oxford Utd per 3-2. Nella stagione 2017-18 retrocesse in Football League One, ma già l'anno successivo ottenne la promozione in Championship. Nella stagione 2021-22 retrocesse nuovamente in Football League One, qualificandosi all'ultimo posto in campionato.

## Colori e simboli

### Simboli

#### Stemmi

Stemma usato dal 2003 al 2010.
Stemma in uso dal 2010.

## Palmarès

### Competizioni nazionali
- Coppa d'Inghilterra: 1

1911-1912
- Third Division North: 3

1933-1934, 1938-1939, 1954-1955
- Football League Trophy: 1

2015-2016

## Tifoseria

### Gemellaggi e rivalità
Secondo un sondaggio commissionato nel 2019, i tifosi del Barnsley considerano le squadre della vicina città di Sheffield, lo Sheffield Weds e lo Sheffield Utd, come i principali rivali in ambito sportivo, seguite dalle tifoserie del Leeds Utd, dell'Huddersfield Town e del Rotherham Utd.

## Organico

### Rosa 2024-2025
Aggiornata al 22 febbraio 2025.
| N. |                        | Ruolo | Calciatore       |
| -- | ---------------------- | ----- | ---------------- |
| 1  | Stati Uniti (bandiera) | P     | Gabriel Slonina  |
| 2  | Irlanda (bandiera)     | D     | Barry Cotter     |
| 3  | Giamaica (bandiera)    | C     | Jon Russell      |
| 4  | Inghilterra (bandiera) | D     | Marc Roberts     |
| 5  | Stati Uniti (bandiera) | D     | Donovan Pines    |
| 6  | Francia (bandiera)     | D     | Maël de Gevigney |
| 7  | Irlanda (bandiera)     | D     | Corey O'Keeffe   |
| 8  | Inghilterra (bandiera) | C     | Adam Phillips    |
| 9  | Inghilterra (bandiera) | A     | Sam Cosgrove     |
| 10 | Inghilterra (bandiera) | C     | Josh Benson      |
| 11 | Portogallo (bandiera)  | C     | Fábio Jaló       |
| 12 | Inghilterra (bandiera) | P     | Jackson Smith    |
| 15 | Inghilterra (bandiera) | D     | Kyran Lofthouse  |
| 17 | Inghilterra (bandiera) | D     | Georgie Gent     |

| N. |                        | Ruolo | Calciatore         |
| -- | ---------------------- | ----- | ------------------ |
| 18 | Scozia (bandiera)      | C     | Matthew Craig      |
| 19 | Inghilterra (bandiera) | A     | Aiden Marsh        |
| 20 | Giamaica (bandiera)    | D     | Dexter Lembikisa   |
| 21 | Irlanda (bandiera)     | D     | Conor McCarthy     |
| 23 | Inghilterra (bandiera) | P     | Ben Killip         |
| 27 | Inghilterra (bandiera) | P     | Adam Hayton        |
| 32 | Inghilterra (bandiera) | D     | Josh Earl          |
| 36 | Inghilterra (bandiera) | A     | Max Watters        |
| 40 | Inghilterra (bandiera) | C     | Davis Keillor-Dunn |
| 44 | Inghilterra (bandiera) | A     | Stephen Humphrys   |
| 45 | Galles (bandiera)      | A     | Vimal Yoganathan   |
| 48 | Irlanda (bandiera)     | C     | Luca Connell       |
| 50 | Nigeria (bandiera)     | C     | Kelechi Nwakali    |
|    | Stati Uniti (bandiera) | A     | Jonathan Lewis     |